# Ахвледиани, Вахтанг Георгиевич
Вахтанг Георгиевич Ахвледиани — (8 марта 1924, Кутаиси —  5 октября 1984, Ворошиловград) — советский украинский художник-живописец грузинского происхождения, член Национального союза художников Украины. Заслуженный художник Украины.

## Биография
Вахтанг Георгиевич Ахвледиани родился 8 марта 1924 года в городе Кутаиси Грузинской ССР.
В 1951 году закончил Тбилисскую Академию искусств. Преподавателями по специальности были А. Кутателадзе, С. Кобуладзе.
Жил в Луганске (Ворошиловграде). Работал в области станковой живописи, создавал тематические картины, пейзажи, портреты, натюрморты.
С 1968 года — член Союза художников Украины.
В 1980 году ему присвоено звание Заслуженного художника УССР.
Участвовал в ВОВ, награждён медалью "За боевые заслуги". С 1954 года был членом КПСС.
С 1954 года принимал участие во многих региональных, республиканских и всесоюзных выставках:
1954 г. — 4-я областная художественная выставка (Луганск);
1956 г. — выставка произведений художников Донбасса (Луганск);
1957 г. — 6-я выставка произведений художников Луганской области, приуроченная к 40-летию Великой Октябрьской Социалистической революции (Луганск);
1960 г. — 7-я выставка произведений художников Луганской области (Луганск);
1961 г. — Выставка к 100-летию со дня смерти Т.Г. Шевченко (Киев);
и др.
Его работы хранятся в Луганском, Днепровском и других музеях изобразительного искусства.

## Творчество
Произведения В. Ахвледиани выполнены в стиле социалистического реализма. Они отображают красоту человека труда, природы, героизм людей военного времени, радость мирной жизни.
Картины:
- «Дружба» (1954);
- «Серый день» (1960);
- «Мирный край» (1960);
- «Встреча Т.Г. Шевченко с А.А. Церетели» (1961);
- «Над могилой вторая» (1964–1965);
- «Девушки» (1967);
- «Портрет телятницы, звеньевой Анны Закутько. Колхоз «Лиман» (1967);
- «Анна» (1967);
- «Лиман» (1967);
- «Наталья. Квартал Солнечный» (1967);
- «На току» (1968);
- «Портрет строителя Кати Пархоменко» (1968);
- «Как молоды мы были» (1969);
- «Наталка» (1971);
- «Первая зелень» (1973);
- «Шахтеры» (1974);
- «Богатыри Донбасса» (1979);
- «Высотник М. Дубовой» (1980);
- «Зоя» (1981);
- «В братской семье» (1982);
- «Тюльпаны» (1983);
- «Март» (1983);
- «У подножья Верхней Сванетии»;
- «Натюрморт с подсолнухами»;

и другие.